# حکومه قربانوا
حکومه قربانوا (ترکی آذربایجانی: Hökümə Abbasəli qızı Qurbanova; ۲۹ مهٔ ۱۹۱۳ – ۲ نوامبر ۱۹۸۸) هنرپیشه اهل جمهوری آذربایجان بود.
وی همچنین برندهٔ جوایزی همچون نشان لنین و جایزه هنرمند مردمی اتحاد جماهیر شوروی شده‌است.